# Alfred van Aquitanië
Alfred van Aquitanië (overleden in 927) was van 926 tot aan zijn dood graaf van Auvergne en hertog van Aquitanië. Hij behoorde tot het huis Barcelona.

## Levensloop
Alfred was de jongste zoon van graaf Alfred I van Carcassonne uit diens huwelijk met Adelinda, dochter van Bernard Plantevelue, hertog van Aquitanië.
Tijdens de heerschappij van zijn broer Willem II was Alfred graaf in Velay, vermoedelijk ook in Gévaudan, en als leek abt van Saint-Julien in Brioude. Tijdens conflicten van zijn broer met koning Rudolf van Frankrijk bezette hij tijdelijk Nevers, tot hij verdreven werd door graaf Herbert I van Vermandois.
In 926 volgde Alfred zijn overleden broer op als graaf van Auvergne en hertog van Aquitanië. Hij stierf een jaar nadien, vermoedelijk ongehuwd en kinderloos. De omvangrijke bezittingen van zijn familie had hij in zijn testament toegewezen aan Ebalus, graaf van Poitiers.